# ダブルダッチ (お笑いコンビ)
ダブルダッチは、かつて松竹芸能で活動していたお笑いコンビ。2005年結成。2010年5月6日解散。

## メンバー
- 西井 隆詞（にしい りゅうじ、1975年6月27日 - ）大阪府堺市出身。血液型AB型。ボケ担当、既婚、離婚歴あり　ラジバンダリ役の方。
  - 元々「ラブミーテンダー」（1995年結成）というコンビで活動していたが解散。その後2001年に「ラインバック」を結成するも2005年8月に解散し、田中とダブルダッチを結成。
  - ラブミーテンダー時代（2000年7月15日）と、ラインバック時代（2002年2月16日）に『爆笑オンエアバトル』に出場したが、いずれもオフエアだった。
  - マニアックモノマネを得意とし、レパートリーには横山たかし、酒井とおる、フットボールアワーの岩尾望、ブラックマヨネーズの吉田敬等がある。横山たかしからは赤いハンカチと靴を譲り受けたが、靴はサイズが小さくて履けなかった。
  - 松竹芸能で一番のガンダム好きで、ギレン・ザビのモノマネもしている。
  - R-1ぐらんぷり2007には「コアファイター西井」として出場、準決勝まで進む。
  - 阪神タイガースのファンである。
  - 元妻の兄は1988年の春夏甲子園に天理高等学校のエースとして出場し、谷繁元信（元中日ドラゴンズ）と対戦経験もある。
  - 『とんねるずのみなさんのおかげでした』の「細かすぎて伝わらないモノマネ選手権」にピッキング犯のモノマネで出演した。
  - 元Over Driveの緒方は高校の先輩。緒方はサッカー部、西井は剣道部で、部室が隣同士だった。
  - DA-DAの植村におなべみたいだとからかわれた。
  - 学生時代は喧嘩が強く、一年上の先輩にも名前を呼び捨てにされることはなかった。
  - 映画監督の寺内康太郎とは幼馴染である。
  - 2010年5月のダブルダッチ解散後は「コアファイター西井」または「ラジバンダリ西井」の芸名で東京をベースに活動している。
  - 2011年より元「Over Drive」の緒方とのコンビ「いずみ」としても活動[2]。コンビ名は出身高校の和泉工業高校に由来[2]。現在はそのユニットも解散。
  - 2012年5月から「ラジバンダリ西井」に改名[3][4]。
  - 2020年4月8日、新型コロナウイルスへの感染を公表[5]。同日から入院し、27日に退院[6]。
- 田中 毅（たなか つよし、1973年6月27日 - ）大阪府出身。血液型B型。ツッコミ担当。
  - かつて小柳光正と「アップスタート」というコンビを組んでいて、『ABCお笑い新人グランプリ』、『爆笑BOOING』にも出演。爆笑BOOINGでは5週勝ち抜きチャンピオンとなり、第7回のグランドチャンピオン大会にも出場している。「アップスタート」解散後、1996年に「スクラッチ」を結成。NHK上方漫才コンテスト最優秀賞受賞経験あり。爆笑オンエアバトル等にも出演。オンエアバトルでは1999年の3月27日、6月26日、7月31日に3回出場。そのうち6月26日放送ではオンエアを果たした。2000年の「スクラッチ」解散後、ピン芸人でスクラッチ田中として活動。
  - 2000年10月より福井テレビの『おかえりなさ〜い』に月曜〜金曜までレギュラー出演開始、活動拠点を福井県に移す。実際には、田中本人が知らないうちに事務所と福井テレビの間で田中の福井在住が決められており、マネージャーに番組オーディションの名目で福井テレビへ連れて行かれそのまま福井在住となった。状況が把握出来ていない田中にマネージャーは「まあ、そういうことだから」の一言だけだったと、2008年7月18日放送のラジかるッにゲスト出演した際に語っている。翌年4月より土曜日に『おかえりサタデー』開始。福井県における知名度98%を記録し、福井のスターとして君臨した。
  - 2005年2月、活動拠点を再び大阪へ戻すため、福井におけるレギュラー番組をすべて降板。その後田中つよしと改名し、西井とコンビ結成。
  - 2010年5月：ダブルダッチを解散後はピン芸人「たなかつよし」として、大阪を拠点に活動している。
  - 高校の時に一年留年しており、その時のあだ名は「長老」。
  - 「たなかちゃ〜ん」というギャグがある。
  - 頭頂部が寂しくなってきていることを揶揄されることもあるが、本人はハンチングを被って隠している。
  - 大変な短気で妻に「チンピラ以下」と言われたことがある。

## 芸風
- 主に漫才。中でもデートネタが多い。
- 爆笑レッドカーペットでは西井が外国人（ネパール人と思われる）女性ジュニタ・ラジバンダリに扮し、「〜たり、〜たり、ラジバンダリ」といったギャグを織り交ぜたコントで出演している。なお、ジュニタ・ラジバンダリは、西井が以前アルバイトをしていた先の同僚（先輩）だった実在の女性。口調なども真似をしている。

## 出演番組

### テレビ番組
- 大阪情報箱（テレビ大阪）
- 気になる時間（奈良テレビ）
- ますだおかだ角パァ!（朝日放送）
- 地域まるごと調査隊ぐるぐる5-ファイブ-（K-CATチャンネル）※田中のみ
- わらいのちから（ケーブルテレビコミュニティチャンネル）
- 芸人バスツアー（京都チャンネル、日曜25:00〜26:00）
- たかじん胸いっぱい（関西テレビ）準レギュラー
- 痛快!エブリデイ（関西テレビ）
- 爆笑そっくりものまね紅白歌合戦スペシャル（フジテレビ、2007年9月25日）
- 京パチだ・い・す・き（KBS京都）※オーディションの司会を担当
- あらびき団※西井のみ（TBS、2008年4月23日）
- 爆笑レッドカーペット（フジテレビ、2008年4月30日）キャッチコピーは「加速する快感」→「泣いたり笑ったり」
- ジャガイモン（テレ朝チャンネル、2008年12月25日）
- バラエティー生活笑百科（NHK）
- お笑い図鑑 ハマヌキ（tvk）
- 上方演芸ホール（NHK大阪放送局）
- 金曜いただきッ!（サンテレビ）いただきッ!調査隊として
- タモリのボキャブラ天国 大復活祭スペシャル(2008年、フジテレビ）キャッチコピーは「国籍不明の二重奏」
- お笑いDynamite!（TBS）キャッチコピーは「喜んだり、怒ったり」→「泣いたり笑ったり」
- ザ・イロモネア（TBS、2009年6月4日）　『ゴールドラッシュ』に出演、2週目クリア。西井のみ『なりきりモネア』に出演。
- お笑いメリーゴーランド（TBS）
- ジャイケルマクソン（毎日放送）
- トークも結構おおざっぱ!（GyaOジョッキー）
- 半分エスパー（フジテレビTWO、西井のみ） ジュニタ・ラジバンダリ役
- ぶるるるぶびわこ（びわ湖放送）※アメリカザリガニの後を引き継いで西井がラインバックというコンビでやっていた頃ロケ担当
- 浪花少年探偵団※西井のみ（TBS、2012年） 岡田役
- 東海テレビ「グランスピアー」に出演中 狭間行男役 西井のみ

### ラジオ
現在
- よゐこのアキパラ（ラジオ日本）※西井のみゲスト出演

過去
- なすなかにし ド深夜 生アニソン!（MBSラジオ）※西井のみゲスト出演
- 朝いちばん!豊島美雪です（MBSラジオ）※西井のみゲスト出演

※このほかカーポートマルゼンのCMに出演していたが、放映開始後すぐにコンビ解散が決まったため短命となった。